# Id-tronic
Le système de paiement sur l'Internet id-tronic a été mis au point par la Caisse d'épargne et repose sur un système très simple d'identification. Il ne coûte absolument rien à l'utilisateur : tout est entièrement gratuit et sécurisé.
L'inscription et la validation se font en deux temps.
- Inscription rapide sur Internet, par téléphone ou par fax. L'organisme vous demande alors votre identité et vous fournirez les huit premiers chiffres de votre carte bancaire. Vous obtiendrez un numéro d'identification vous permettant ensuite de faire vos transactions. Il faut impérativement posséder un numéro de téléphone mobile pour la suite des opérations : un premier appel vous demandera d'indiquer par téléphone les huit derniers chiffres de votre carte bancaire.
- Ensuite, lors de vos achats, si le site marchand a souscrit au système id-tronic, vous entrerez votre numéro d'identification pour valider votre achat. Dans les secondes qui suivent, vous recevrez un SMS sur le téléphone mobile que vous aurez indiqué à l'inscription. Ce message vous fournira alors un numéro de transaction unique de six chiffres à indiquer sur la case de la page Internet. Dès la validation de ce « jeton » à usage unique, la transaction est alors validée. Ce numéro ne servira plus. Vous effectuerez ainsi vos paiement sans plus jamais fournir votre numéro de carte bancaire. En cas d'utilisation frauduleuse de votre numéro d'identification, le fraudeur, à moins qu'il ait également volé votre téléphone mobile, ne recevra jamais le « jeton » de validation.
- De la même manière, si vous désirez modifier vos informations personnelles, vous recevrez un jeton unique pour pouvoir accéder à votre section personnelle : nul ne pourra ainsi modifier vos informations.

## Suspension du service
Depuis septembre 2008, la Caisse d'épargne a suspendu le service id-tronic pour une durée indéterminée et sans autre information que celle donnée sur la page d'accueil du service.